# Alliaria
Alliaria Heist. ex Fabr. è un genere di piante della famiglia delle Brassicaceae diffuso in Europa, Asia occidentale e Africa settentrionale.

## Tassonomia
In questo genere sono riconosciute due specie:
- Alliaria petiolata (M.Bieb.) Cavara & Grande
- Alliaria taurica (Adam) V.I.Dorof.